# Lottia versicolor
Lottia versicolor — вид морских брюхоногих моллюсков семейства Lottiidae. Длина раковины до 2,4, ширина до 1,9, высота до 0,9 см. Она довольно тонкая, её наружная сторона серовато-белая или желтоватая с коричневыми или голубоватыми пятнами, секторами и полосами, разветвляющимися внизу, внутри серовато-белая со светло-коричневым или желтоватым пятном у макушки и светло-коричневым прерывистым бордюром у основания. Скульптуру состоит из тонких концентрических линий роста, пересекающихся многочисленными, часто слегка размытыми и волнистыми радиальными ребрышками, пролегающими через довольно широкие промежутки. Этот вид населяет защищенные от волн скалистые берега. Вертикальное распространение колеблется от средней до высокой приливной зоны до глубины 10 м. Обитает в западной и северной частях Японского моря и в южной части Охотского моря. Размножение происходит весной. Безвреден для человека, не является объектом промысла.